# Kreis Demmin
De Kreis Demmin was een district in het Bezirk Neubrandenburg in de Duitse Democratische Republiek van 1952 tot en met 1990. Na de Duitse hereniging was het onder de naam Landkreis Demmin deel van de Duitse deelstaat Mecklenburg-Voor-Pommeren. In 1994 ging het op in de huidige Landkreis Demmin

## Geschiedenis
In 1952 was er in de DDR omvangrijke herindeling van de districten, waarbij o.a. de deelstaten hun belang verloren en zg. Bezirke werden ingericht. Het toenmalige Landkreis Demmin verloor daarbij gemeenten aan de Kreise Altentreptow en Malchin. Uit de rest van het gebied werd met delen van de Landkreis Grimmen de Kreis Demmin gevormd met het bestuurscentrum te Demmin. De Kreis was bestuurlijk ingedeeld bij het Bezirk Neubrandenburg.